# Daniel Bernoulli

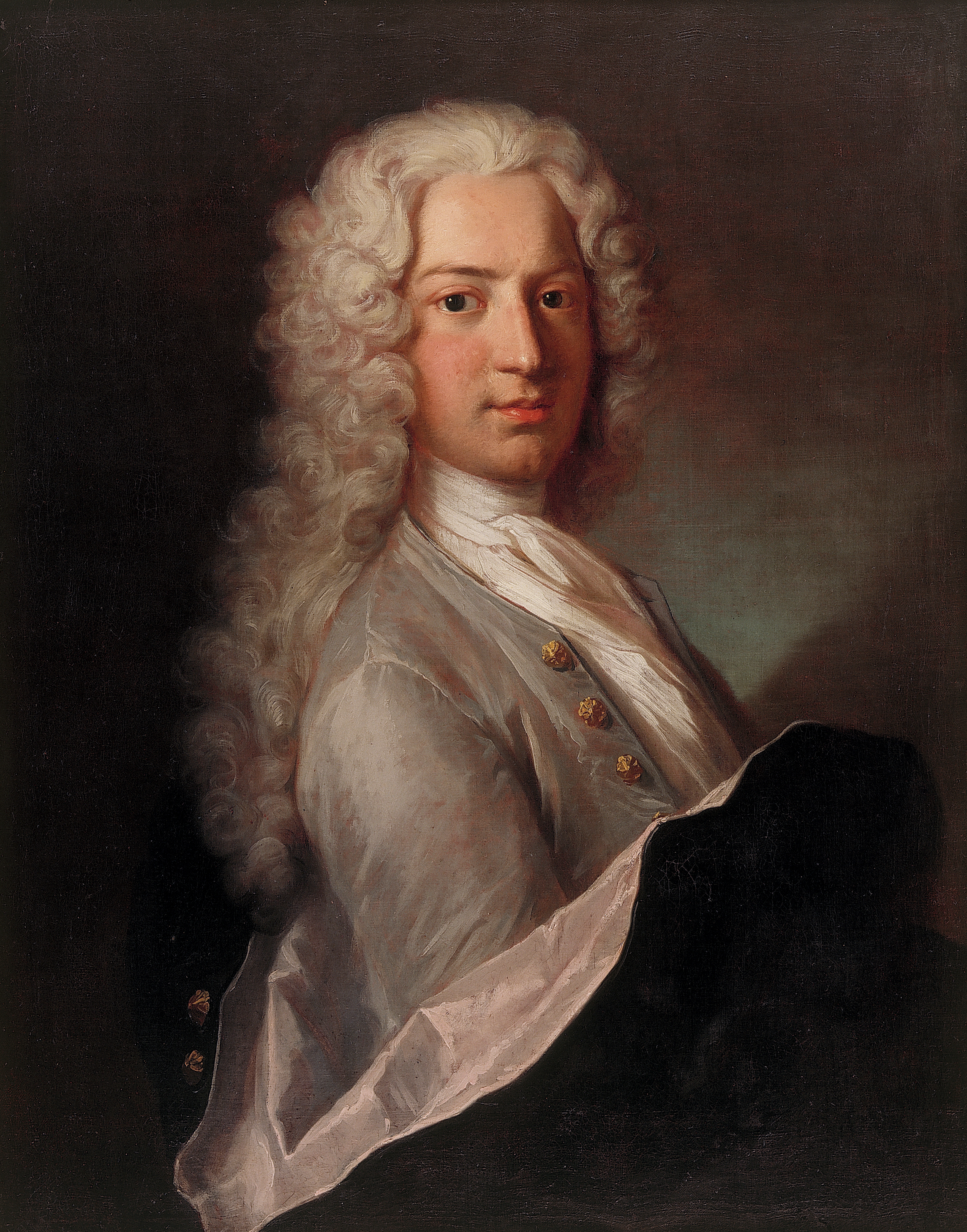
Porträt des Daniel Bernoulli, um 1720–1725 (Historisches Museum Basel)

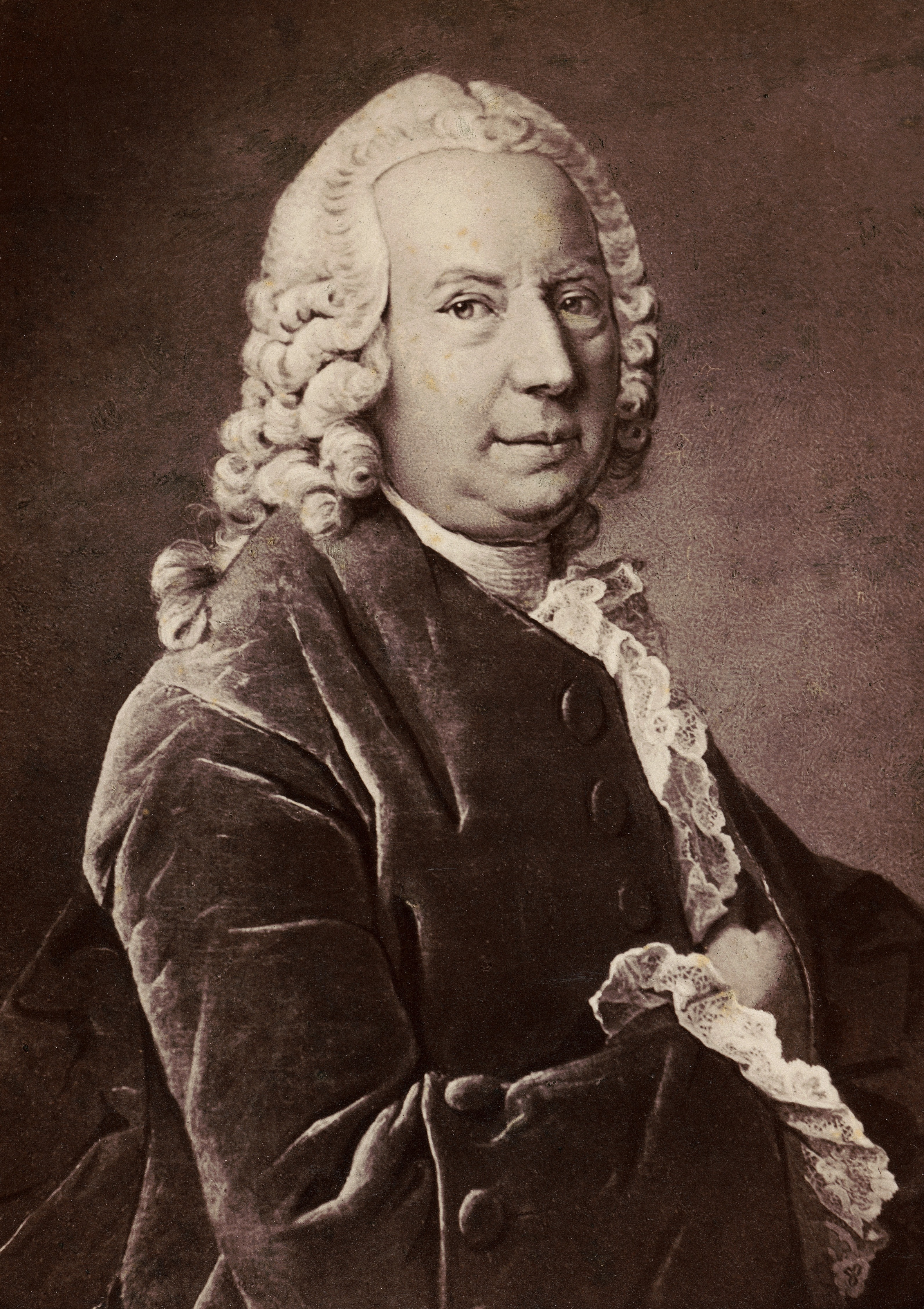
Daniel Bernoulli

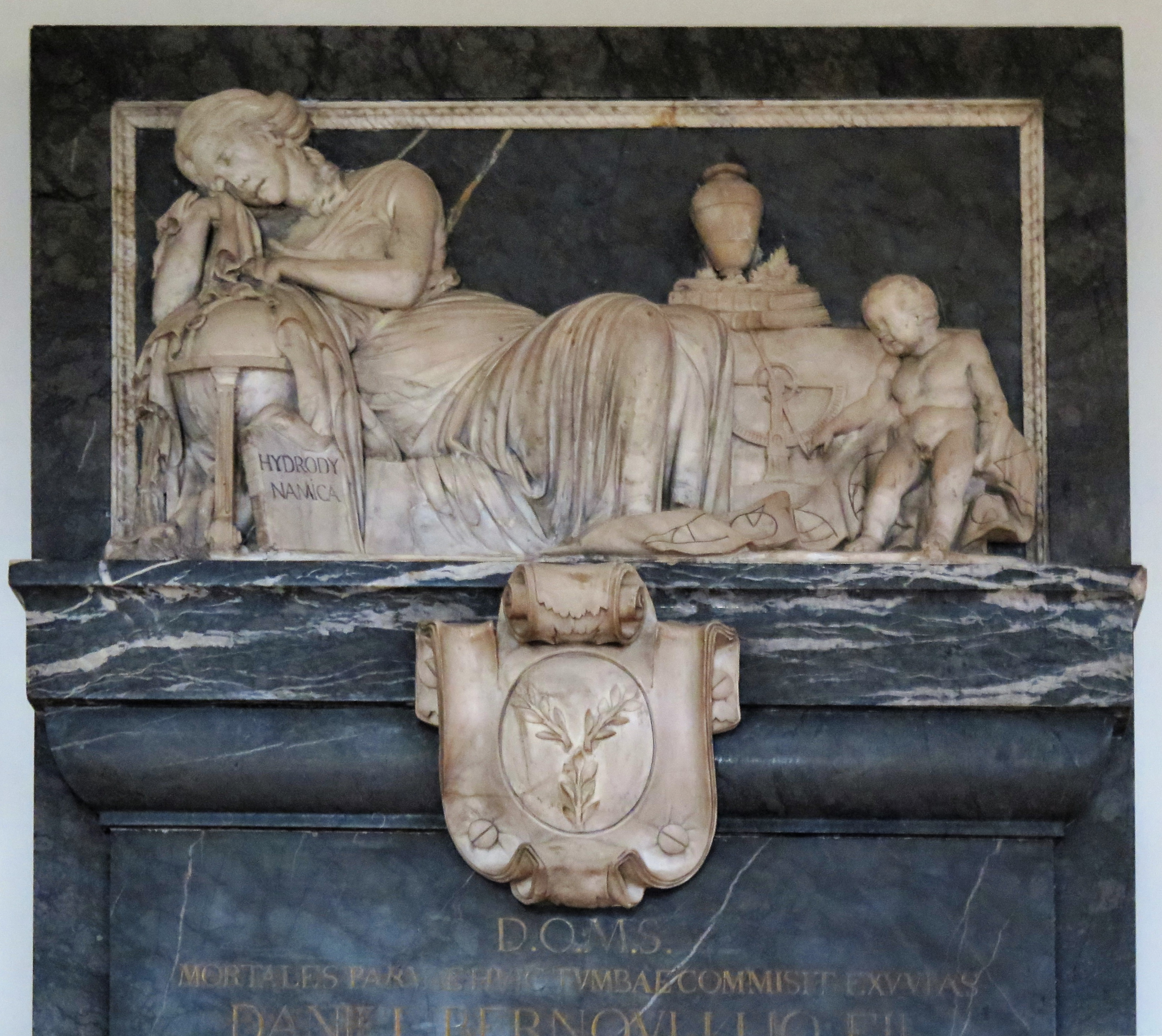
Epitaph von Daniel Bernoulli in der Peterskirche in Basel

Daniel Bernoulli (* 29. Januarjul. / 8. Februar 1700greg. in Groningen; † 17. März 1782 in Basel) war ein Schweizer Mathematiker und Physiker aus der Gelehrtenfamilie Bernoulli. Er arbeitete mit Leonhard Euler an den Gleichungen, die ihre Namen tragen. Die nach ihm benannte Bernoulli-Gleichung ist von überragender Bedeutung in der Hydraulik und Aerodynamik.

## Leben
Bernoulli war der Sohn des Mathematikers Johann I Bernoulli und dessen Ehefrau Dorothea Falkner. Der Mathematiker Nikolaus II Bernoulli war sein Bruder, der Mathematiker Jakob I Bernoulli (1655–1705) sein Onkel. Mit fünf Jahren kam Bernoulli zusammen mit seiner Familie nach Basel.
Ab seinem 16. Lebensjahr studierte Bernoulli in Basel Medizin und wechselte 1718 nach Heidelberg. Nach einem Aufenthalt 1719 in Strassburg kehrte Bernoulli nach Basel zurück. Dort wurde er im darauffolgenden Jahr zum Dr. med. promoviert. Da von keiner Universität ein Ruf an ihn erging, unternahm Bernoulli 1723 eine Studienreise nach Venedig, um sich dort beim Stadtphysikus Pietro Antonio Michelotti weiterzubilden. Während seiner dortigen Assistenz machte Bernoulli Bekanntschaft mit dem Kartenspiel Pharo.
Mit einem kurzen Text über dieses Kartenspiel debütierte er als Mathematiker; mit Arbeiten über die Riccati-Gleichung wurde er europaweit bekannt. 1725 wurde Bernoulli zusammen mit seinem Bruder an die Russische Akademie der Wissenschaften nach Sankt Petersburg berufen. In einem Brief an Christian Goldbach vom 6. Oktober 1729 gab Bernoulli als erster eine mögliche Darstellung der Gammafunktion an. Stadt, Land und Arbeitsplatz gefielen Bernoulli überhaupt nicht, und so nahm er 1733 eine Erkrankung zum Anlass für seine Heimreise. Im selben Jahr wurde er Ehrenmitglied der Russischen Akademie der Wissenschaften. Er kehrte nach Basel zurück und lehrte an der Universität Basel bis an sein Lebensende. 1733 übernahm er den Lehrstuhl für Anatomie und Botanik und wechselte zehn Jahre später auf einen Lehrstuhl für Anatomie und Physiologie. Aber 1750 erfüllte sich dann Bernoullis Traum, als man ihn mit dem Lehrstuhl für Physik betraute. Zweimal (1744 und 1756) amtierte er als Rektor der Universität. 1746 wurde er als auswärtiges Mitglied in die Königlich Preussische Akademie der Wissenschaften zu Berlin aufgenommen. 1748 wurde er Mitglied der Académie des sciences.
Offenbar hatte er eine schlechte Beziehung zu seinem Vater. Als beide an einem wissenschaftlichen Wettbewerb der Akademie der Wissenschaften in Paris teilnahmen und sich den ersten Platz teilten, wurde Daniel von seinem Vater verstossen, da dieser angeblich nicht die Schande ertragen konnte, mit seinem Sohn verglichen zu werden. Insgesamt gewann Bernoulli zehnmal diesen Preis.
1738 veröffentlichte er sein Hauptwerk Hydrodynamica. Die darin enthaltenen Forschungsergebnisse veröffentlichte sein Vater Johann unter dem Titel Hydraulica als Plagiat, indem er dieses um sieben Jahre vordatierte. Trotz Daniels Versöhnungsversuchen blieb es beim Bruch zwischen ihm und seinem Vater.
Bernoulli war ein Zeitgenosse und enger Freund Leonhard Eulers.
Sein frühestes mathematisches Werk war das 1724 veröffentlichte Exercitationes, das eine Lösung der von Jacopo Riccati vorgeschlagenen Riccati-Gleichung enthielt. Zwei Jahre später wies er das erste Mal auf die oftmals gewünschte Zerlegung einer zusammengesetzten Bewegung in Translations- und Rotations-Bewegungen hin. Der Aufbau ähnelt Lagranges Méchanique Analytique, da alle Ergebnisse als Konsequenz eines einzigen Prinzips erscheinen, in diesem Fall der Energieerhaltung.
Ihm folgte die Denkschrift Traité sur le flux et le reflux de la mer über die Theorie der Gezeiten, für die er 1740 – neben Euler, Antoine Cavalleri und Colin Maclaurin – einen Preis der Französischen Akademie erhielt. Die Schriften von Maclaurin, Euler und Bernoulli enthalten alles, was zu diesem Thema zwischen der Veröffentlichung von Isaac Newtons Principia und den Forschungen von Laplace erarbeitet wurde. Der Aufsatz von Antoine Cavallieri behandelt die auf Ätherwirbeln basierende Theorie von René Descartes.
Bernoulli schrieb auch eine grosse Zahl von Artikeln über verschiedene mechanische Fragen, insbesondere über Probleme im Zusammenhang mit schwingenden Saiten und die von Brook Taylor und d’Alembert gegebenen Lösungen. Er ist der erste, der eine kinetische Theorie der Gas-Teilchen zu formulieren versuchte, und wandte sie an, um das Boyle-Mariotte-Gesetz zu erklären, das mit den Namen von Robert Boyle und Edme Mariotte verbunden ist.
Des Weiteren löste Bernoulli 1738 auch das in 1713 präsentierte Sankt-Petersburg-Paradoxon.
Daniel Bernoulli wurde nach seinem Tod in der Kirche St. Peter in Basel bestattet. Sein Epitaph stammt vom Berner Bildhauer Johann Friedrich Funk.

## Postume Ehrungen
In Basel wurde 1875 zu Ehren von Daniel Bernoulli beim Eingang des Bernoullianums eine Büste aufgestellt.